# Nasser City
Nasser City eller Nasr City (arabiska: مدينة نصر; Madinat Nasr) är en stadsdel uppdelad på två distrikt (kism) , Naser City 1 och Naser City 2, i Kairo, Egypten. De ligger i nordöstra delen av Kairo (guvernement) och består företrädesvis av bostadsrätter. Området etablerades under 1960-talet som en utvidgning av det närliggande distriktet Heliopolis. Etableringen var en del av egyptiska regeringens planer att modernisera och expandera Kairo efter den egyptiska revolution 1952. Gamal Abdel Nasser, Egyptens dåvarande president, var personligen delaktig i planeringen och var den som gav området namnet Nasser ("nasser eller nasr" är arabiska för ordet "seger"). Distriktet är känt för sitt välplanerade vägnät i form av ett rutnät, i stark kontrast till de smala och vindlande gatorna i Gamla Kairo.
I Nasser City finns de nya delarna av Al-Azharuniversitetet, Kairos Internationella Konferens Center, Cairo International Stadium (nationalarenan för fotboll) samt flertalet regeringsbyggnader. 

## Köpcentra
Nasser City kännetecknas av ett flertal köpcentra, Genena Mall, Tiba Mall, City Center, Serag Mall och City Stars - det största köpcentrumet i Egypten. Det finns åtta större köpcentra i området, de flesta som öppnades under senare delen av 1990-talet. Det var ett dramatisk tillväxt av köpcentra i området och var mer framgångsrikt än tidigare etableringar i andra delar av Kairo. Distriktet har inget utpräglat centrum utan består av långa, vida gator.
Nasser City är känt för sitt rikliga utbud av affärer samt avkopplande platser inklusive restauranger, kaféer och biografer. Köpcentrumen attraherar många besökare och är normalt fyllt med folk under kvällar, helger och under sommarens semesterperiod.

## Landmärken
Bland landmärkena finns den pyramid-liknande Okända soldatens grav som hedrar de stupade egyptiska och arabiska soldaterna under Oktoberkriget 1973. Landmärket markerar även den plats där Egyptens forna president Anwar Sadat ligger begravd och ligger mittemot den läktare där han mördades under ett attentat vid en militärparad den 6 oktober 1981.